# 栽培漁業
栽培漁業（さいばいぎょぎょう）とは、生物を人為的な設備、環境下で育成し保護した後、自然へ戻して、漁業の促進を図るシステムである。作り育てる漁業ともいわれる。また、栽培漁業において稚魚を育てることを種苗生産、育てた稚魚を海に放すことを種苗放流という。

## 日本における栽培漁業

### 歴史
栽培漁業は1960年代の瀬戸内海で始まった。その頃の瀬戸内海では、高価格魚が減少しており、低価格魚が増加傾向にあった。そこで、その状況を打破する新たな試みとして1962年に香川県の屋島や愛媛県の伯方島に初めて、国の栽培漁業の事業場が設置された。その後、事業を実施する機関として、社団法人瀬戸内海栽培漁業協会が1963年に発足した。
瀬戸内海での栽培漁業は成功し、これに刺激され、1977年以降、国の栽培漁業センターが全国に随時設置された。瀬戸内海栽培漁業協会は1979年に日本栽培漁業協会に改められ、全国的な組織となった。その後、2002年に閣議された「公益法人に対する行政の関与の在り方の改革実施計画」により、2003年に日本栽培漁業協会は解散し、当時の独立行政法人水産総合研究センターに統合された。なお、水産総合研究センターは改組により水産研究・教育機構となっている。
国の栽培漁業センターは以下の計16ヶ所に設置された。
- 北海道厚岸
- 岩手県宮古
- 石川県能登島
- 福井県小浜
- 静岡県南伊豆
- 京都府宮津
- 岡山県玉野
- 広島県百島
- 香川県屋島
- 愛媛県伯方島
- 高知県古満目
- 長崎県五島
- 大分県上浦
- 鹿児島県志布志
- 鹿児島県奄美
- 沖縄県八重山

その後、厚岸、伯方島、上浦、八重山の各栽培漁業センターはそれぞれ栽培技術開発センターとなり、古満目栽培漁業センターは上浦栽培技術開発センター古満目分場に、百島栽培漁業センターは瀬戸内海区水産研究所百島実験施設となった。また、都道府県の栽培漁業センターは64ヶ所につくられている。

### 工程

#### 種苗生産

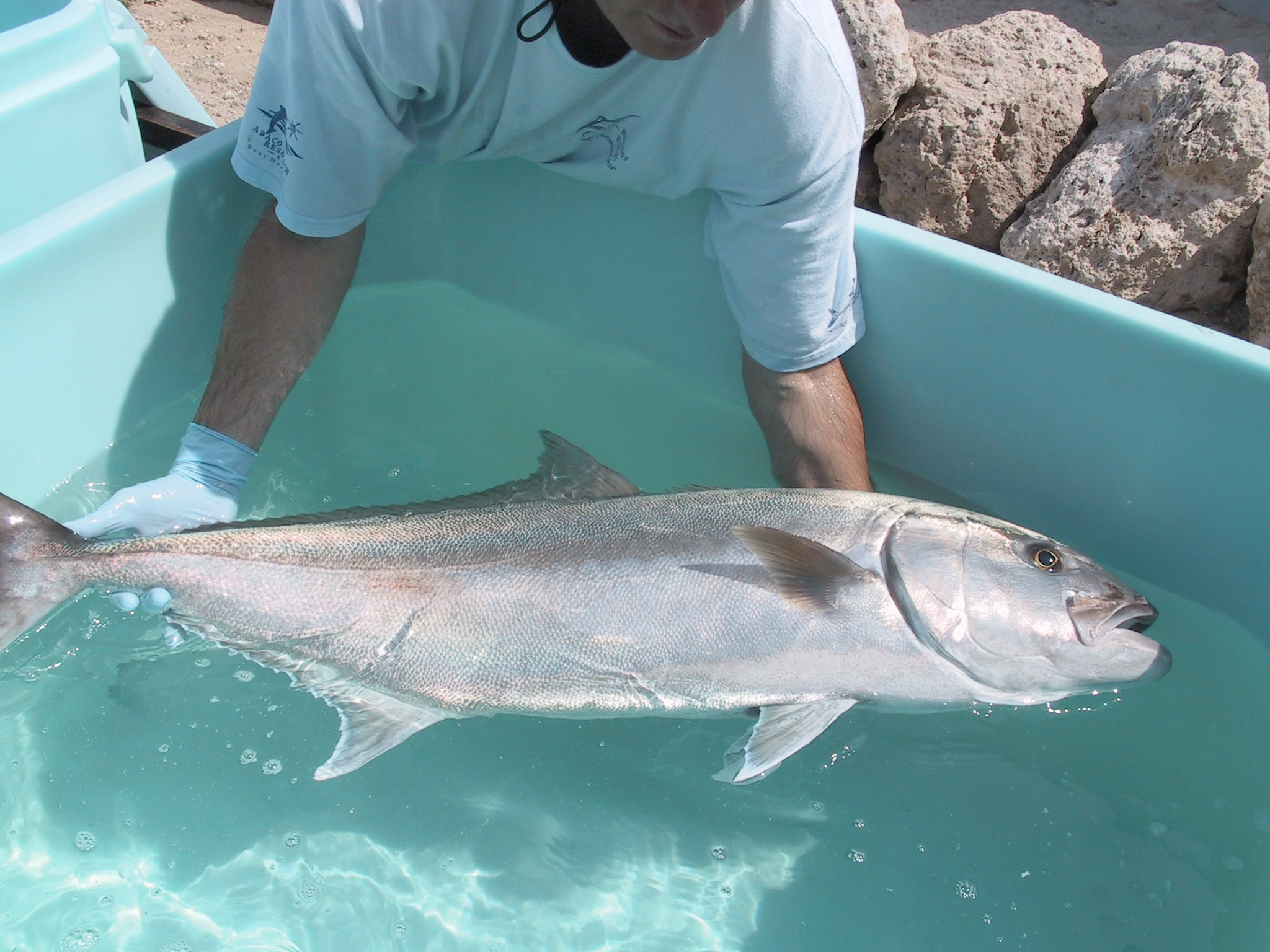
ブリの一種の種魚（Broodfish）、 カンパチ

一般的に親と同じ形になる全長2 - 3センチメートルの稚魚期まで育てることを種苗生産という。種苗生産では親魚と呼ばれる、卵をとる為の親の魚を用意する。親魚には天然の成魚を捕獲して用いる場合と、天然の幼魚を捕獲し飼育下で成熟させたものを用いる場合がある。卵をとる方法は自然採卵と人工採卵がある。自然採卵は飼育環境下であるものの魚自身に抱卵・放精を行わせ受精卵を得る方法で、人工採卵は成熟した親の腹部を圧縮することにより得た卵と精子から受精卵を得る方法である。人工採卵ではしばしば成熟ホルモンを用いる。得られた受精卵は適切に管理され孵化させる。孵化した仔魚が最初に食べる餌は重要でその魚にあった大きさのものでなければならない。海産魚の場合、多くの魚種で初めは小さい生きた生物を好み、種苗生産現場では大量に培養可能なシオミズツボワムシを与える。ワムシの次はアルテミアを与え、次に細かい配合餌料を与えるというのが、代表的な餌の順番であるが、魚種によって大きく異なる。
安定した種苗生産の技術開発と共に、ワムシやアルテミアを安価に大量生産する技術開発も必要不可欠であった。

#### 中間育成
種苗生産後、放流サイズまで育てる事を中間育成と呼ぶ。種苗生産で稚魚期まで育てると移動可能となること、また、魚種によっては着底し生活様式が変わることなどから、種苗生産を行っていた水槽からは移動させ、別の水槽や生簀で管理される。

#### 種苗放流
放流する大きさは、自然界で生き残れるかと育てるコストとを考慮し、最大の効果が期待出来る大きさを決定する。大きくすれば自然界の生き残りの可能性は高くなるが、費用も多く掛かる。一方小さいと自然界の生き残りは低くなるが、同じ費用でも放流尾数を増やすことが出来る。放流する場所にはそれぞれの魚に適した場所を選ぶ。また、放流直後はパニックになり最も外敵に襲われやすい瞬間でもある。そのため、放流する時には太いホースを通し海底へと放流したり、大型の容器の中に入れ、海底までロープを下ろし、容器から逃がして放流することもある。天然魚と放流された魚とを区別したい場合は魚体には標識をつける。標識には内部標識と外部標識がある。内部標識は人体・魚体に無害な薬品で骨を染める。外部標識には鰭の切除、プラスチック製のタグ、刺青のような色素注入、焼印など様々なものが開発されている。

#### 放流後の管理
放流後は、商品サイズになる前に魚が漁獲されないように、放流場所周辺の漁業者や釣り人に協力を要請する。

## ノルウェーにおける栽培漁業
ノルウェーでは大西洋タラの資源量減少を受けて大西洋タラの栽培漁業技術の研究が国家プロジェクトとして実施された。1980年代に大西洋タラの種苗生産技術が確立され、その後は大西洋オヒョウの種苗生産等の研究が行われている。

## 栽培漁業の対象となっている主な種類

### 魚類
- アイナメ 香川県
- アカアマダイ 京都府・島根県・山口県・宮崎県
- アカハタ
- アユ 岩手県・山形県・茨城県・石川県・福井県・愛知県・滋賀県・岡山県・広島県・山口県・徳島県・福岡県・大分県・宮崎県
- イサキ 和歌山県・高知県・大分県
- イシガキダイ
- イシダイ
- ウスメバル
- ウナギ 島根県
- ウマヅラハギ 香川県
- オオニベ（英語版）
- オニオコゼ 大阪府・兵庫県・島根県・岡山県・広島県・香川県・高知県・長崎県・鹿児島県
- オヒョウ
- カサゴ 三重県・和歌山県・兵庫県・島根県・広島県・山口県・香川県・高知県・長崎県・鹿児島県
- カワハギ 宮崎県
- カンパチ 宮崎県
- キジハタ 大阪府・兵庫県・鳥取県・島根県・広島県・山口県・香川県・愛媛県
- キツネメバル 青森県
- キュウセン 香川県
- キンメダイ 静岡県
- クエ 静岡県・和歌山県・愛媛県・高知県・長崎県
- クロソイ 北海道・宮城県・秋田県・山形県・茨城県[8]
- クロダイ 山形県・神奈川県・富山県・愛知県・大阪府・香川県・高知県
- クロマグロ
- サケ（種を問わず） 北海道・福島県・石川県（シロザケ）
- サワラ 兵庫県・香川県・愛媛県
- シマアジ 高知県・宮崎県
- シロクラベラ
- スギ 沖縄県
- スジアラ 鹿児島県
- スズキ 香川県
- タケノコメバル 香川県
- タラ
- トラフグ 山形県・福井県・静岡県・愛知県・三重県・大阪府・兵庫県・山口県・香川県・愛媛県・福岡県・長崎県
- ニゴロブナ 滋賀県
- ニシン 北海道
- ハタハタ 北海道
- ハマフエフキ 沖縄県
- ヒラマサ 大分県
- ヒラメ 北海道・青森県・岩手県・秋田県・宮城県・山形県・福島県・茨城県・千葉県・新潟県・富山県・石川県・福井県・静岡県・京都府・大阪府・兵庫県・三重県・和歌山県・鳥取県・広島県・山口県・香川県・愛媛県・高知県・長崎県・熊本県・大分県・宮崎県・鹿児島県
- ホシガレイ（英語版） 宮城県・福島県・長崎県
- ホンモロコ 滋賀県
- マガレイ
- マコガレイ 宮城県・茨城県・千葉県・神奈川県・大阪府・兵庫県・香川県・愛媛県・大分県
- マダイ 秋田県・千葉県・神奈川県・富山県・福井県・静岡県・三重県・京都府・兵庫県・広島県・山口県・香川県・愛媛県・高知県・佐賀県・熊本県・宮崎県・鹿児島県・沖縄県
- マダラ
- マツカワ 北海道
- マハタ 愛媛県・高知県
- ムラソイ
- メイタガレイ（英語版）
- メジナ 高知県
- メバル（種を問わず） 兵庫県・広島県・香川県
- ヤイトハタ 沖縄県
- ワタカ 滋賀県

### 甲殻類
- イセエビ
- ガザミ（種を問わず） 秋田県・静岡県・愛知県・三重県・大阪府・兵庫県・岡山県・広島県・山口県・香川県・愛媛県・高知県・福岡県・長崎県・熊本県・大分県
- クマエビ 高知県
- クルマエビ 秋田県・新潟県・富山県・静岡県・愛知県・三重県・大阪府・兵庫県・山口県・徳島県・香川県・愛媛県・高知県・福岡県・長崎県・熊本県・大分県・鹿児島県[9]
- ケガニ
- コウライエビ 佐賀県
- シマイシガニ
- ズワイガニ 兵庫県
- タイワンガザミ
- トゲノコギリガザミ
- ノコギリガザミ 静岡県・高知県
- ハナサキガニ
- ヒメジャコ（英語版） 沖縄県
- ホッカイエビ
- ミネフジツボ（スウェーデン語版） 青森県
- モクズガニ 山形県・岡山県・山口県
- ヨシエビ 愛知県・三重県・大阪府・岡山県・広島県・高知県・福岡県

### 貝類
- アカガイ 石川県・大阪府・山口県・香川県
- アゲマキガイ
- アサリ 兵庫県・山口県・高知県
- アワビ（種を問わず） 岩手県・福島県・山形県・茨城県・東京都・神奈川県・新潟県・石川県・静岡県・愛知県・京都府・兵庫県・三重県・和歌山県・山口県・徳島県・香川県・愛媛県・福岡県・長崎県・大分県・鹿児島県
- イワガキ 島根県
- ウチムラサキ 兵庫県
- ウバガイ
- エゾアワビ 北海道・青森県・宮城県・秋田県・富山県・佐賀県[10]
- エゾボラ
- クマサルボウ（中国語版）
- クロアワビ 千葉県・島根県・高知県
- サザエ 東京都・神奈川県・富山県・石川県・京都府・兵庫県・高知県
- サラサバテイ（英語版）
- セタシジミ 滋賀県
- タイラギ 香川県
- ダンベイキサゴ
- チョウセンハマグリ 茨城県
- トコブシ 東京都・神奈川県・和歌山県・島根県・高知県・鹿児島県
- トリガイ 石川県
- バイ
- バカガイ
- ハマグリ 高知県
- ヒオウギ 島根県
- フクトコブシ
- ホタテガイ
- マガキ 広島県
- マダカアワビ（英語版） 千葉県
- ミルクイ 山口県・香川県
- メガイアワビ（英語版） 千葉県・島根県・高知県
- ヤコウガイ 鹿児島県

### 頭足類
- マダコ 香川県

### 棘皮動物
- ウニ（種を問わず） 岩手県・福島県
- アカウニ 兵庫県・島根県・愛媛県・福岡県・佐賀県・長崎県・鹿児島県
- エゾバフンウニ
- キタムラサキウニ
- シラヒゲウニ 鹿児島県・沖縄県
- バフンウニ 福井県・山口県・佐賀県
- ムラサキウニ
- ナマコ（種を問わず） 岩手県・福井県・愛知県・兵庫県・三重県
- マナマコ 北海道・青森県・佐賀県・長崎県

### 海草
- コンブ 青森県・島根県
- ワカメ 島根県

## 課題
人工種苗が野生集団に及ぼす影響が懸念されている。
1. 生態的影響
  1. 病原菌の伝播
  2. 環境収容量をめぐる放流魚と野生魚の競合
  3. 他魚種との競合
2. 遺伝的影響
  1. 遺伝的多様性の喪失
  2. 集団構造の変化
  3. 適応度（生残率や繁殖成功度）の低下

また、生じている問題に対するモニタリングはほとんど行われていないと指摘されている。